# Alacran tartarus
Espèce
Alacran tartarus est une espèce de scorpions de la famille des Typhlochactidae.

## Distribution
Cette espèce est endémique d'Oaxaca au Mexique. Elle se rencontre dans la Sierra Mazateca à San Miguel el Grande dans des grottes du système Huautla : Sótano de San Agustín, Sótano Li Nita, Sótano Agua de Carrizo et Cueva de Escorpión.

## Description
La femelle holotype mesure 62,60 mm, la femelle paratype 69,40 mm et le mâle paratype 59,50 mm. Ce scorpion est anophthalme.

## Étymologie
Son nom d'espèce lui a été donné en référence au Tartarus.

## Publication originale
- Francke, 1982 : « Studies of the scorpion subfamilies Superstitioninae and Typhlochactinae, with description of a new genus (Scorpiones, Chactoidea). » Bulletin of the Texas Memorial Museum, no 28, p. 51-61.